# Phytocoris vanduzeei
Phytocoris vanduzeei är en insektsart som beskrevs av Reuter 1912. Phytocoris vanduzeei ingår i släktet Phytocoris och familjen ängsskinnbaggar. Inga underarter finns listade i Catalogue of Life.